# Sayada
Sayada (صيادة) è una città costiera di 12.708 abitanti nel Sahel tunisino, 15 chilometri a sud di Monastir.